# Everlong
Singles de Foo Fighters
Monkey Wrench
(1997) My Hero
(1998)
Everlong est le deuxième single du groupe de rock Foo Fighters issu de l'album The Colour and the Shape sorti en 1997.

## Histoire
Everlong a été écrit par Dave Grohl lors de sa séparation avec sa première épouse, la photographe Jennifer Youngblood.
Il était sans abri quand sa femme l'a expulsé de chez lui alors il est rentré chez sa famille en Virginie à Noël 1996 et a commencé à écrire sur cette chanson.

Elle évoque le fait de tomber amoureux d'une femme en 45 minutes.

Cette chanson parle d'une fille dont j'étais tombé amoureux et il s'agissait essentiellement d'être tellement connecté à quelqu'un que non seulement on l'aime physiquement et spirituellement, mais quand on chante avec lui, on s'harmonise parfaitement.

Cette chanson est en général jouée en fin de concert.

## Liste des titres
CD1
1. « Everlong »
2. « Drive Me Wild » (Vanity 6 cover)
3. « See You » (Live au Manchester Apollo le 25 mai 1997)

CD2
1. « Everlong »
2. « Requiem » (reprise de la chanson de Killing Joke)
3. « I'll Stick Around » (Live au Manchester Apollo le 25 mai 1997)

## Classements
| Classement (1997)                       | Position |
| --------------------------------------- | -------- |
| Charts australiens                      | 45       |
| Charts canadiens (RPM Alternative 30)   | 5        |
| European Hot 100 Singles                | 36       |
| Charts néo-zélandais                    | 34       |
| UK Singles Chart                        | 18       |
| U.S. Modern Rock Tracks (Billboard)     | 3        |
| U.S. Mainstream Rock Tracks (Billboard) | 4        |

La chanson a été placée :
- no 45 dans le magazine Kerrang! dans le classement nommé « 100 Greatest Rock Tracks Ever » en 1999.
- no 39 dans le magazine Kerrang! dans le classement nommé « 100 Greatest Singles of All Time » en 2002.
- no 22 dans le magazine Stylus dans le classement nommé « 100 Music Videos of All Time » en 2006.

## Membres du groupe lors de l'enregistrement de la chanson
- Dave Grohl - Chant, guitare, batterie
- Pat Smear - Guitare
- Nate Mendel - Basse

## Cinéma
En 2013, la chanson apparaît dans le film Le Loup de Wall Street (The Wolf of Wall Street) de Martin Scorsese.